# Gross Furkahorn
Gross Furkahorn – szczyt w Alpach Berneńskich, części Alp Zachodnich. Leży w Szwajcarii na granicy kantonów Uri i Valais. Należy do pasma Alp Urneńskich. Można go zdobyć ze schroniska Albert–Heim–Hütte (2541 m) lub Sidelenhütte (2708m).
Pierwszego odnotowanego wejścia dokonali P. Almer i J.A. Luttman–Johnson 6 sierpnia 1896 r.